# Apistobranchus jasoni
Apistobranchus jasoni is een borstelworm uit de familie van de Apistobranchidae. De wetenschappelijke naam van de soort werd voor het eerst geldig gepubliceerd in 2020 door Neal en Paterson.